# Учитель з Віджевано (фільм)
«Учитель з Віджевано» (італ. Il maestro di Vigevano) — італійський драматичний фільм 1963 року режисера Еліо Петрі, знятий на основі однойменного роману Лучіо Мастронраді.

## Сюжет
У італійському містечку Віджевано, де майже кожен житель пов’язаний з виробленням взуття, проживає скромний учитель Антоніо Момбеллі (Альберто Сорді) з дужиною Адою (Клер Блум) і сином Ріно (Туліо Скавацці). Заробітку вчителя ледь вистачає щоб звести кінці з кінцями, однак Антоніо не дозволяє ні дружині, ні синові піти працювати. Дружина Ада постійно дорікає йому, що у них немає грошей і вона не має можливості купувати для себе модні і красиві речі, тому вона все ж іде працювати робітницею на фабрику взуття. Матеріальне становище покращується, та чи принесе воно душевний спокій для сім'ї Антоніо Момбеллі ? 

## Ролі виконують
- Альберто Сорді — Антоніо Момбеллі
- Клер Блум — Ада Бадалассі
- П'єро Мацарелла[it] — Бугатті
- Гвідо Спадея[it] — Наніні
- Анна Карена[it] — Дрівальді
- Ева Маньї[it] — Джузеппіна, повія
- Нандо Анджеліні[it] — журналіст
- Еціо Санкротті[it] — Карло Бадалассі
- Туліо Скавацці — Ріно Момбеллі

## Навколо фільму
- До 30 червня 1965 року дохід від фільму становив £ 566 060 552.
- Фільмування відбувалося в Італії у Віджевано, Павії, Ломбардії.